# Robin Hood: Defender of the Crown
Pour les articles homonymes, voir Robin Hood.
Robin Hood: Defender of the Crown est un jeu vidéo de stratégie et d'action développé par Cinemaware et publié Capcom en novembre 2003. Sorti sur PlayStation 2, PC et Xbox, il s'agit du remake du fameux Defender of the Crown sorti en 1986 dans lequel le joueur contrôle la bande de Robin des Bois dans sa lutte contre le Prince Jean. Le jeu mélange des phases de jeu stratégique, dans lesquels le joueur peut recruter des troupes et mener des batailles, avec des phases de jeu d'action dans lesquelles il peut contrôler Robin des Bois en vue subjective,.

## Référence
1. 1 2  
Romendil, « Test de Robin Hood: Defender of the Crown », sur Jeuxvideo.com, 15 décembre 2003.
2. ↑  
(en)
Zach Meston, « Test de Robin Hood: Defender of the Crown sur Xbox », sur GameSpy, 11 novembre 2003.